# Castello di Cisterna
Castello di Cisterna är en ort och kommun i storstadsregionen Neapel, innan 2015 provinsen Neapel, i regionen Kampanien i Italien. Kommunen hade 7 907 invånare (2017).